# Antoine Sabi Bio

Bischofswappen von Antonio Sabi Bio

Antoine Sabi Bio (* 1963 in Gounienou, Atakora) ist ein beninischer Geistlicher und römisch-katholischer Bischof von Natitingou.

## Leben
Nach dem Studium der Philosophie und der Theologie am Grand Séminaire Saint Gall in Ouidah wurde er am 12. August 1990 durch den Bischof von Natitingou, Nicolas Okioh, zum Diakon und am 7. Dezember 1991 durch den Erzbischof von Aix, Bernard Panafieu, zum Priester der Diözese Natitingou geweiht. Am 19. Juni 2002 erwarb er eine Lizenz im Fach Pastoraltheologie an der Päpstlichen Universität der Salesianer in Rom. Nach seiner Priesterweihe hatte er folgende Ämter inne: 1991–1997 Kanzler, Ökonom und Prokurator der Diözese; 1997–1999 Pfarrer der Pfarrei Sainte Marie Reine in Koussou; 1999–2002 Studium in Rom; 2002–2009 Rektor des Kleinen Seminars St. Pierre di Natitingou und seit 2008 Generalvikar; 2009–2013: Pfarrer der Kathedrale. Seit dem 13. August 2011 war er Apostolischer Administrator der Diözese.
Am 13. März 2014 ernannte ihn Papst Franziskus zum Bischof von Natitingou. Die Bischofsweihe spendete ihm der Erzbischof von Parakou, Pascal N’Koué, am 17. Mai desselben Jahres. Mitkonsekratoren waren der Apostolische Nuntius in Benin, Erzbischof Brian Udaigwe, und der Bischof von Djougou, Paul Kouassivi Vieira.